# Abram Lufer
Abram Michajłowicz Lufer (ros. Абрам Михайлович Луфер; ur. 12 sierpnia?/25 sierpnia 1905 w Kijowie, zm. 13 lipca 1948 tamże) – rosyjski pianista i pedagog pochodzenia ukraińskiego; laureat IV nagrody  na II Międzynarodowym Konkursie Pianistycznym im. Fryderyka Chopina.

## Życiorys

### Wykształcenie i praca pedagogiczna
Na fortepianie zaczął grać w wieku kilku lat, a edukację odbył w Kijowie. W 1925 roku ukończył naukę w Technikum Muzycznym, a w latach 1925–1928 uczęszczał do Wyższego Instytutu Muzyczno-Dramatycznego im. Łysenki (dyplom z wyróżnieniem). Krótko po ukończeniu studiów rozpoczął pracę pedagogiczną, a od 1929 był kierownikiem katedry fortepianu specjalnego w Instytucie. Od 1935 roku był profesorem Konserwatorium w Kijowie. Przez kilka lat pełnił też funkcję dyrektora tej uczelni. Ponadto w czasie II wojny światowej był dyrektorem Konserwatorium w Swierdłowsku (1941–1944). Przyczynił się do zreformowania szkolnictwa muzycznego w Kijowie.
Wśród jego uczniów byli m.in. Tatiana Goldfarb (laureatka IX nagrody na III Konkursie Chopinowskim) i Ryszard Bakst (laureat VI nagrody na  IV Konkursie Chopinowskim).

### Kariera pianistyczna
Koncertował na terenie ZSRR i brał udział w konkursach pianistycznych. W 1930 roku zwyciężył w Ogólnokrajowym Konkursie Pianistycznym w Charkowie. W 1932 roku reprezentował ZSRR na II Międzynarodowym Konkursie Pianistycznym im. Fryderyka Chopina w Warszawie. Po etapie finałowym okazało się, że zgromadził tyle samo punktów, co Bolesław Kon. Regulamin tamtego Konkursu przewidywał, że w takiej sytuacji o zwycięstwie musi zdecydować losowanie. W wyniku zastosowania tej procedury Kon zajął III miejsce, a Lufer IV. Cały Konkurs wygrał Alexander Uninsky.
Dzięki sukcesom konkursowym na kilkanaście lat związał się z Filharmonią Kijowską i zaczął nagrywać utwory dla radia.

## Repertuar
Dysponował zróżnicowanym repertuarem, w którym znajdowały się utwory m.in. Fryderyka Chopina, Roberta Schumanna, Ferenca Liszta, Borysa Latoszyńskiego i Lwa Rewuckiego.